# Page Two
Page Two é o segundo extended play (EP) do grupo feminino sul-coreano Twice. O álbum foi lançado digitalmente e fisicamente em 25 de abril de 2016 pela JYP Entertainment e distribuído pela KT Music. Ele contém sete faixas, incluindo o single "Cheer Up", que foi produzido pela dupla de produtores sul-coreana Black Eyed Pilseung.
Composto por sete faixas no total, que incorporam vários gêneros, incluindo dance-pop e hip hop, o EP se tornou um sucesso comercial para o grupo, atingindo mais de 150.000 cópias vendidas em setembro de 2016. Ele estabeleceu um recorde de vendas mais altas na primeira semana de todos os lançamentos de álbuns de grupos femininos coreanos em 2016, até que foi superado pelo sucesso do EP Twicecoaster: Lane 1, que foi lançado seis meses depois.

## Antecedentes e lançamento
Em 5 de abril de 2016, Twice lançou uma imagem teaser do grupo mostrando as integrantes vestindo roupas de líderes de torcida em um estádio vazio em suas redes sociais, revelando que seu retorno estava marcado para 25 de abril com a palavra "#CheerUp" incluída na imagem. A JYP Entertainment anunciou que o retorno do grupo "mostrará um lado ainda mais animado de Twice" e acrescentou que começarão as atividades promocionais do próximo álbum na semana seguinte.
Em 12 de abril, o grupo confirmou que seu próximo lançamento será um EP intitulado Page Two, e divulgou uma imagem da lista de faixas do álbum, revelando sete canções no total com o single "Cheer Up". A sétima faixa "I'm Gonna Be a Star", que serviu como tema de Sixteen, foi anunciada para ser incluída apenas na cópia física do álbum. O conteúdo do álbum físico (que vem em duas versões: rosa e menta) também foi revelado, e foi anunciado que 30.000 cópias de edição limitada com uma capa especial desenhada pela integrante Chaeyoung estavam disponíveis.
Em 18 de abril, o grupo lançou seu primeiro teaser do videoclipe de "Cheer Up", que ficou em primeiro lugar nos mecanismos de busca coreanos em tempo real.  Eles também revelaram uma imagem teaser de grupo no mesmo dia. Em 19 de abril, um segundo teaser do videoclipe que apresentava Nayeon, Momo e Dahyun foi carregado. Dois conjuntos de fotos teaser individuais com as três integrantes também foram lançados mais tarde naquele dia. Em 20 de abril, um terceiro teaser do videoclipe apresentando Jeongyeon, Jihyo e Mina foi lançado, junto com os dois lotes de suas fotos teaser individuais. O quarto teaser do videoclipe que apresentava Sana, Chaeyoung e Tzuyu foi carregado em 21 de abril, junto com os dois lotes de suas fotos teaser individuais. Em 22 de abril, o grupo lançou um teaser do videoclipe apresentando todos as integrantes, revelando um trecho do áudio da faixa-título. No dia seguinte, elas lançaram outro teaser do videoclipe que revelava uma parte da coreografia de "Cheer Up". Uma imagem teaser adicional do grupo também foi lançada. Em 24 de abril, Twice lançou um medley de destaque do álbum com trechos de áudio para todas as faixas do EP. Elas também lançaram a imagem da capa online do álbum no mesmo dia.
Page Two e sua faixa-título "Cheer Up" foram lançados oficialmente em 25 de abril em vários portais de música sul-coreanos.

## Composição
O single do álbum, "Cheer Up", tem letras escritas por Sam Lewis e música por Black Eyed Pilseung, a mesma equipe que escreveu o single "Like Ooh-Ahh" de Twice, de seu EP de estreia. "Cheer Up" é uma canção dance-pop que incorpora vários gêneros, incluindo hip hop, tropical house e drum and bass; essa mistura foi descrita como "color pop". A segunda faixa do álbum é uma regravação do single de Park Ji-yoon de 1998, "Precious Love", escrito por Park Jin-young (J. Y. Park). A música foi reorganizada em estilo house dance com instrumentação eletrônica e ritmos hip hop, e apresenta um novo rap escrito por Chaeyoung.
"Touchdown" foi descrito como um "número de dança poderoso com ritmos dinâmicos, melodias e efeitos sonoros poderosos". "Tuk Tok" é uma música dance-pop com elementos de soul e trap, inspirada na prévia vídeo de Sixteen. "Woohoo" foi descrita como uma canção de hip hop com "batidas groovy" e "My Headphones On" é uma balada pop sobre a separação de uma garota. Uma sétima faixa, "I'm Gonna Be a Star" (a música tema de Sixteen), está disponível apenas na versão física do álbum.

## Promoção

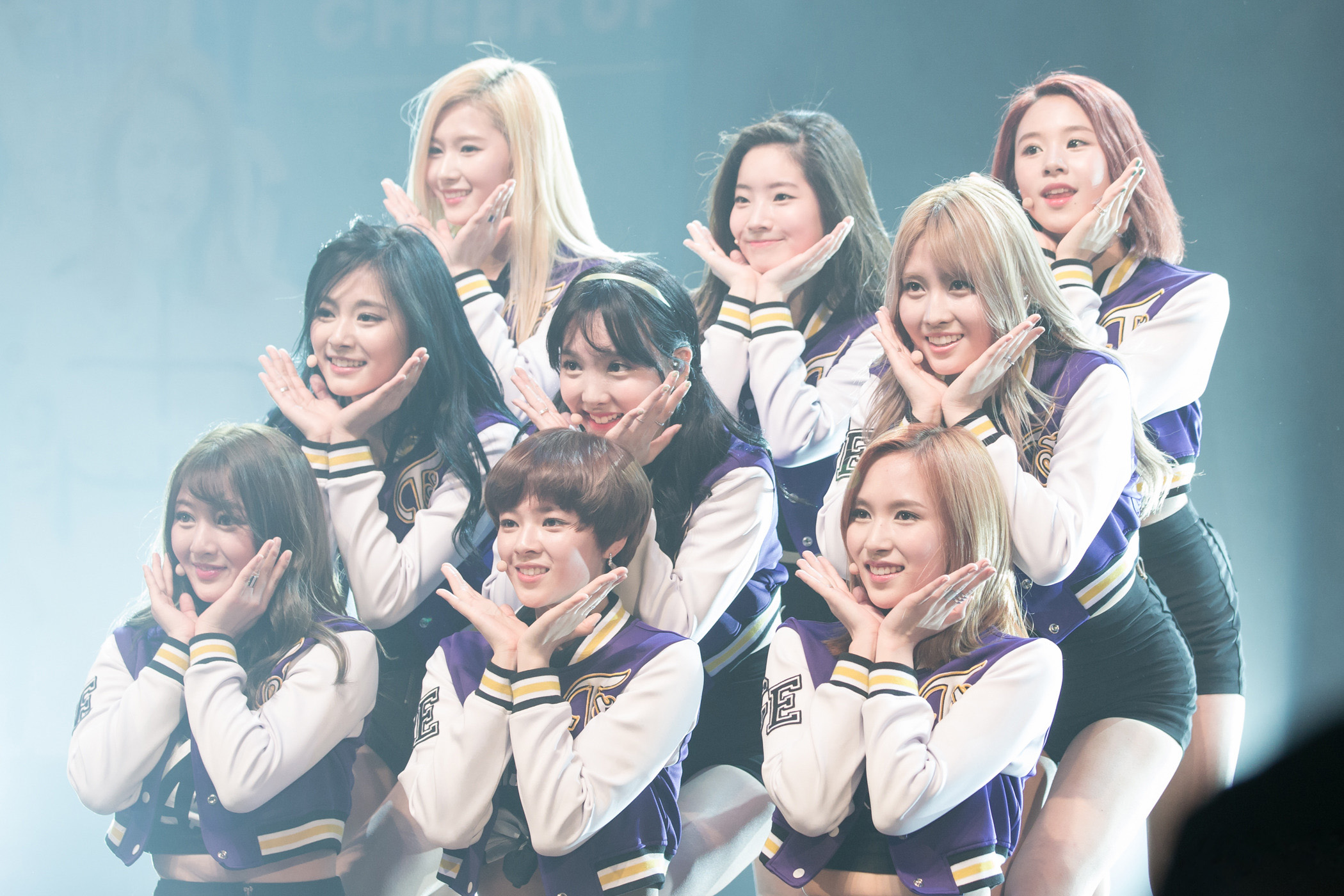
Twice apresentando "Cheer Up" em seu showcase de retorno, em 25 de abril de 2016.

Em 25 de abril de 2016, Twice realizou um showcase para a mídia no Yes 24 Live Hall em Gwangjin-gu, Seul. Elas apresentaram "Woohoo", "Touchdown", "Precious Love" e "Cheer Up" pela primeira vez no showcase, que foi transmitido ao vivo pelo aplicativo V Live do Naver. O grupo então promoveu o álbum com uma série de apresentações ao vivo na televisão em vários programas musicais. Sua primeira aparição em um programa de música foi no M Countdown em 28 de abril, onde apresentaram "Cheer Up" e "Touchdown". A coreografia de "Cheer Up" mudou ligeiramente depois que a linha "shy shy shy" de Sana (pronuncia-se "sha sha sha") se tornou um meme viral. Twice ganhou seu primeiro prêmio em programas musicais no M Countdown na semana seguinte em 5 de maio, e também ganhou no Music Bank e Inkigayo na mesma semana. Elas concluíram a promoção do álbum em 29 de maio com uma apresentação no Inkigayo, ganhando um total de onze prêmios de programas musicais. O troféu na edição de 27 de maio do Music Bank foi inicialmente concedido ao AOA antes que os produtores do programa admitissem que calcularam mal os pontos do álbum.

## Recepção crítica
Kim Hyang-min do Korea JoongAng Daily deu ao álbum uma crítica mista, descrevendo as canções como "animadas e alegres" e "geralmente refrescantes e espirituosas", mas lamentando a falta de diversidade de gênero no álbum. Kim notou que a tensão na letra da faixa-título foi "bem expressa" por meio de seus sons hip hop e eletrônicos, embora a música fosse muito repetitiva, e elogiou "Touchdown" por seu "som poderoso" e sensação energética.

## Desempenho comercial
Page Two estreou em segundo lugar na Gaon Album Chart e em sexto lugar na tabela Billboard World Albums, com 80.686 unidades vendidas durante o mês de abril. Teve o maior volume de vendas na primeira semana para um grupo feminino de K-pop em 2016. De acordo com representantes da JYP, a pré-encomenda de 30.000 álbuns de edição limitada esgotou antes de seu lançamento oficial. Em setembro, o álbum vendeu mais de 150.000 unidades.
As músicas do álbum também tiveram um bom desempenho digital. "Cheer Up" ficou em primeiro lugar na Gaon Digital Chart e em terceiro lugar na Billboard World Digital Song Sales. "Precious Love" e "Touchdown" também entraram na Gaon Digital Chart, nos números 73 e 86 respectivamente.

## Lista de faixas
Créditos adaptados do Naver.
| Page Two — EP digital |                                   |                                                |                                                                                |                                                                         |         |  |
| N.º                   | Título                            | Letras                                         | Música                                                                         | Arranjo                                                                 | Duração |  |
| 1.                    | "Cheer Up"                        | Sam Lewis                                      | Choi Kyu-sung Rado                                                             | Black Eyed Pilseung                                                     | 3:28    |  |
| 2.                    | "Precious Love" (소중한 사랑)     | J.Y. Park "The Asiansoul" Chaeyoung [ 21 ]     | J.Y. Park "The Asiansoul"                                                      | Hong Ji-sang                                                            | 3:51    |  |
| 3.                    | "Touchdown"                       | Mafly (Joombas)                                | Krissie Karlsson Karl Karlsson Nicki Karlsson EJ Show (Zoobeater Sound)        | Krissie Karlsson Karl Karlsson Nicki Karlsson EJ Show (Zoobeater Sound) | 3:23    |  |
| 4.                    | "Tuk Tok" (툭하면 톡)             | Kim Min-ji                                     | Choi Jin-suk Ronald "AV" Ndlovu Emmanuel Jimenez Courtney Woolsey Stacy Hebert | Dsign Music                                                             | 3:17    |  |
| 5.                    | "Woohoo"                          | Glory Face [ a ] (Full8loom) Jinli (Full8loom) | Glory Face (Full8loom)                                                         | Full8loom                                                               | 3:22    |  |
| 6.                    | "My Headphones On" (Headphone 써) | Kim Eun-soo                                    | Niclas Kings Ylva Dimberg (The Kennel)                                         | Niclas Kings                                                            | 3:17    |  |
| Duração total:        | Duração total:                    | Duração total:                                 | Duração total:                                                                 | Duração total:                                                          | 20:37   |  |

| Page Two — Faixa bônus da versão física do EP |                       |                                  |                                                  |                                  |         |  |
| N.º                                           | Título                | Letras                           | Música                                           | Arranjo                          | Duração |  |
| 7.                                            | "I'm Gonna Be A Star" | J.Y. Park "The Asiansoul" Olltii | J.Y. Park "The Asiansoul" Frants The Vanderveers | J.Y. Park "The Asiansoul" Frants | 3:18    |  |
| Duração total:                                | Duração total:        | Duração total:                   | Duração total:                                   | Duração total:                   | 23:55   |  |

| Page Two — DVD bônus da edição da Tailândia |                                                                |         |  |
| N.º                                         | Título                                                         | Duração |  |
| 1.                                          | "Cheer Up" (Videoclipe)                                        |         |  |
| 2.                                          | "Cheer Up" (Teaser 1)                                          |         |  |
| 3.                                          | "Cheer Up" (Teaser 2)                                          |         |  |
| 4.                                          | "Cheer Up" (Teaser 3)                                          |         |  |
| 5.                                          | "Cheer Up" (Teaser 4)                                          |         |  |
| 6.                                          | "Cheer Up" (Teaser de videoclipe 1)                            |         |  |
| 7.                                          | "Cheer Up" (Teaser de videoclipe 2)                            |         |  |
| 8.                                          | "Special Interview" (Entrevista especial para fãs tailandeses) |         |  |

## Créditos
Créditos adaptados das notas do encarte do álbum.
Locais
- Gravado, projetado e mixado no JYP Entertainment Studios, Seul, Coreia do Sul
- Masterizado em Suono Mastering, Seul, Coreia do Sul

Equipe
- J.Y. Park – produtor, todos os instrumentos (em "I'm Gonna Be a Star")
- Black Eyed Pilseung – co-produtor
- Lee Ji-young – direção e coordenação (A&R)
- Jang Ha-na – música (A&R)
- Kim Yeo-ju (Jane Kim) – música (A&R)
- Kim Ji-hyeong – produção (A&R)
- Kim Hyeon-jun – produção (A&R)
- Kim Bo-hyeon – design (A&R)
- Kim Yong-woon "goodyear" – engenheiro de gravação e mixagem
- Choi Hye-jin – engenheiro de gravação, engenheiro assistente de mixagem
- Jang Hong-seok – engenheiro assistente de gravação
- Lee Tae-seop – engenheiro de mixagem
- Choi Hong-young – engenheiro de masterização
- Go Ji-seon – engenheiro assistente de masterização
- Park Nam-yong – coreógrafo
- Yoon Hee-so – coreógrafa
- Jang Deok-hee – fotógrafo
- Kang Hye-in – design do álbum
- Kim Jae-yoon – design do álbum
- Park Ju-hee – design do álbum
- Kim Young-jo – diretor de vídeo musical
- Yoo Seung-woo – diretor de vídeo musical
- Choi Hee-seon – diretora de estilo
- Im Ji-yeon – diretora de estilo
- Park Nae-ju – diretora de cabelo
- Won Jeong-yo – diretora de maquiagem
- Rado – todos os instrumentos e programação de computador (em "Cheer Up")
- Jihyo – vocais de fundo (em "Cheer Up", "Tuk Tok", "My Headphones On")
- Hong Ji-sang – todos os instrumentos e programação de computador (em "Precious Love")
- The Karlsson's – todos os instrumentos e programação de computador (em "Touchdown")
- EJ Show – todos os instrumentos e programação de computador (em "Touchdown")
- Twice – vocais de fundo (em "Touchdown")
- Choi Jin-seok – todos os instrumentos e programação de computador (em "Tuk Tok")
- Daniel Kim – diretor vocal (em "Tuk Tok"), produtor vocal (em "My Headphones On")
- Gong Hyeon-sik – todos os instrumentos, programação de computador e vocais de fundo (em "Woohoo")
- Jang Jun-ho – todos os instrumentos e programação de computador (em "Woohoo")
- Jinri – vocais de fundo (em "Woohoo")
- Niclas Kings – todos os instrumentos e programação de computador (em "My Headphones On")
- Frants – todos os instrumentos e programação de computador (em "I'm Gonna Be a Star")

## Desempenho nas tabelas
| Tabela musical (2016)                   | Melhores posições |
| --------------------------------------- | ----------------- |
| Coreia do Sul (Gaon)                    | 2                 |
| Estados Unidos (Billboard World Albums) | 6                 |
| Japão (Oricon)                          | 16                |

| Tabela musical (2016) | Posição |
| --------------------- | ------- |
| Coreia do Sul (Gaon)  | 13      |

| Tabela musical (2017) | Posição |
| --------------------- | ------- |
| Coreia do Sul (Gaon)  | 69      |

## Reconhecimentos

### Prêmios e indicações
| Ano  | Premiação               | Categoria                          | Resultado | Ref.   |
| ---- | ----------------------- | ---------------------------------- | --------- | ------ |
| 2016 | Melon Music Awards      | Prêmio Melhor Álbum (Álbum do Ano) | Indicado  | [ 54 ] |
| 2016 | Mnet Asian Music Awards | Álbum do Ano                       | Indicado  | [ 55 ] |
| 2017 | Gaon Chart Music Awards | Álbum do Ano - 2º Trimestre        | Indicado  | [ 56 ] |

## Histórico de lançamento
| Região         | Data                                       | Formatos         | Distribuidor                     | Ref.   |
| -------------- | ------------------------------------------ | ---------------- | -------------------------------- | ------ |
| Várias         | 25 de abril de 2016                        | Download digital | JYP Entertainment KT Music       | [ 47 ] |
| Coreia do Sul  | 25 de abril de 2016                        | Download digital | JYP Entertainment KT Music       | [ 57 ] |
| Coreia do Sul  | 25 de abril de 2016                        | CD               | JYP Entertainment KT Music       | [ 58 ] |
| Tailândia      | 30 de setembro de 2016 (Edição tailandesa) | CD, DVD          | JYP Entertainment BEC-Tero Music | [ 49 ] |
| Estados Unidos | 1 de março de 2020                         | Streaming        | JYP Republic                     | [ 59 ] |